# Telerenna
Telerenna  (norwegisch; japanisch テーレン海底谷 Telen Kaitei-koku, deutsch ‚Unterseeisches Telen-Tal‘) ist eine etwa 35 km lange und bis zu 1148 m unter dem Meeresspiegel liegende glaziale Rinne an der Prinz-Harald-Küste des ostantarktischen Königin-Maud-Lands. Sie reicht vom Telebreen bis zur Shiraserenna am Ostufer der Lützow-Holm-Bucht.
Japanische Kartographen kartierten sie anhand von Sonarmessungen zwischen 1973 und 1981. Sie benannten sie 1989 in Anlehnung an die Benennung des benachbarten Telebreen. Wissenschaftler des Norwegischen Polarinstituts übertrugen diese Benennung 1990 ins Norwegische.